# Siderit
Siderit (tiếng Anh: Siderite) là một khoáng vật chứa thành phần chính là sắt(II) cacbonat (FeCO3). Tên gọi của nó có từ tiếng Hy Lạp σίδηρος, sideros, nghĩa là sắt. Đây là quặng có giá trị, với 48% là sắt và không chứa lưu huỳnh hay phosphor. Cả magiê và mangan thông thường được thay thế cho sắt.
Siderit có độ cứng Mohs khoảng 3,75-4,25, với trọng lượng riêng là 3,96 và là khoáng vật có ánh kim.

## Thành tạo
Siderit được tìm thấy phổ biến trong các mạch nhiệt dịch, và cộng sinh với các khoáng vật khác như barit, fluorit, galena, và các loại khác. Nó cũng là một khoáng vật tạo đá trong các đá phiến sét và sa thạch, đôi khi chúng tồn tại ở dạng kết hạch. Trong các đá trầm tích, siderit chủ yếu hình thành ở các độ sâu chôn vùi nông và thành phần nguyên tố của nó thường liên quan đến môi trường trầm tích đóng kín. Thêm vào đó, một số nghiên cứu gần đây sử dụng thành phần đồng vị oxy của sphaerosiderit (loại cộng sinh với đất) khi sự thay thế thành phần đồng vị của nước khí quyển diễn ra ngay sau khi nó lắng dọng.

## Hình ảnh

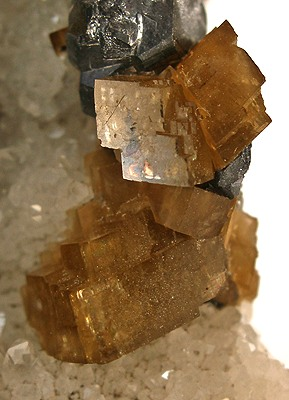
Tinh thể siderit cùng với galena và thạch anh (kích thước: 6,2 × 4,1 × 3,6 cm)
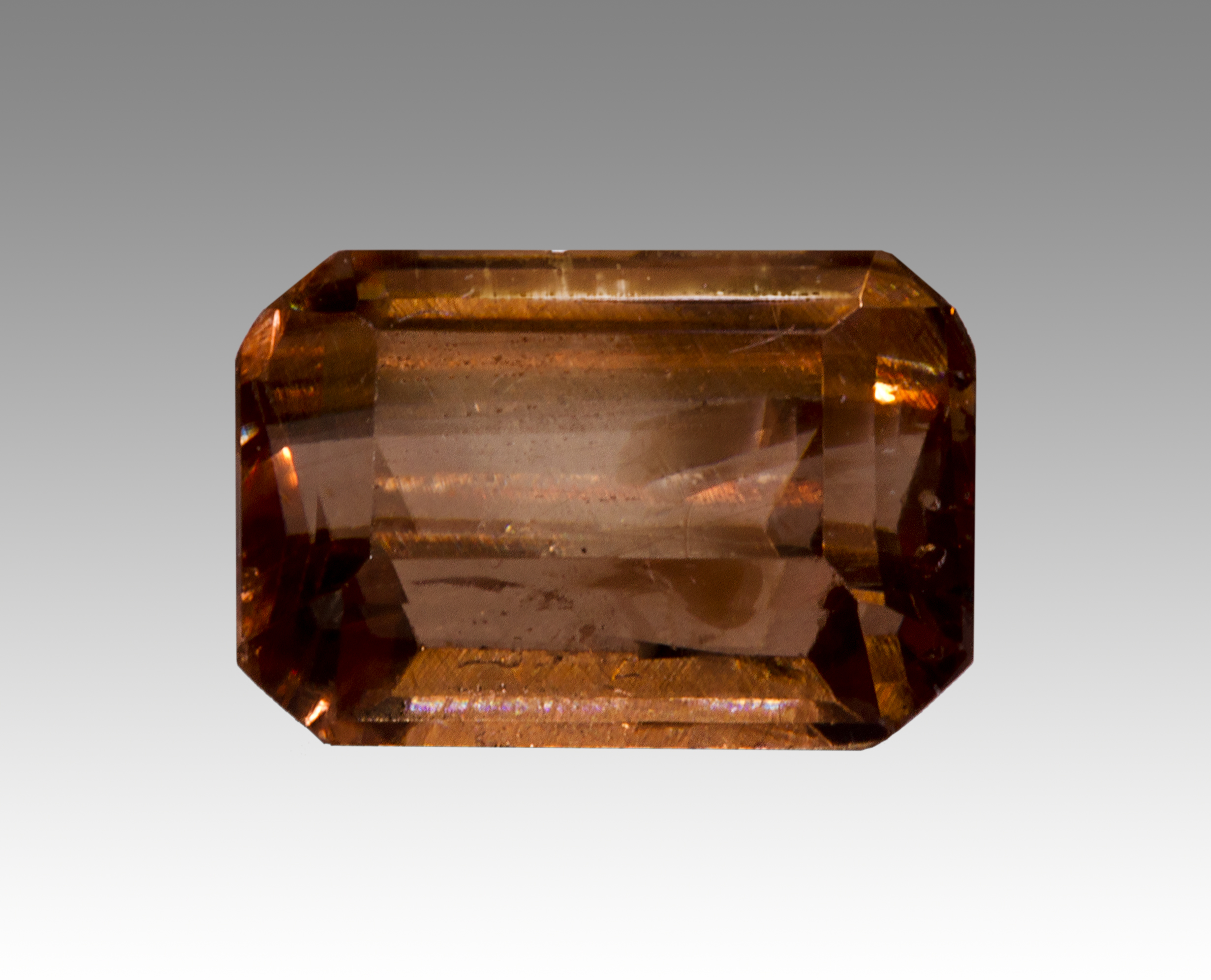
Siderit đã gia công ở Minas Gerais, Brazil (kích thước: 5 × 3,2 mm)
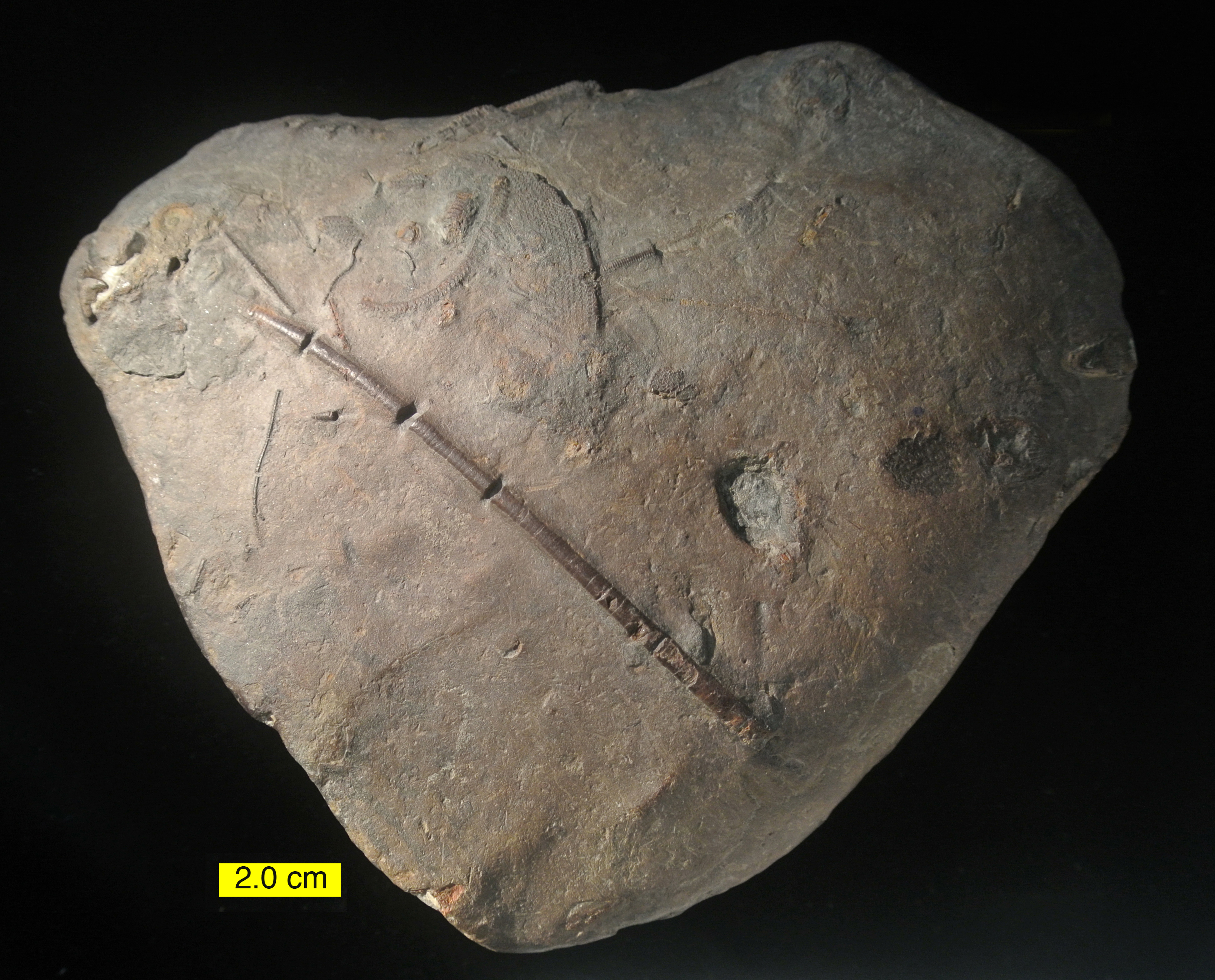
Kết hạch siderit sợi hóa thạch tuổi Cacbon hạ.